# Dům čp. 99 (Štramberk)
Dům čp. 99 stojí na ulici Jaroňkova ve Štramberku v okrese Nový Jičín. Roubený dům byl postaven na konci 18. století. Byl zapsán do Ústředního seznamu kulturních památek ČR před rokem 1988 a je součástí městské památkové rezervace.

## Historie
Podle urbáře z roku 1558 na náměstí bylo postaveno původně 22 domů s dřevěným podloubím, kterým bylo přiznáno šenkovní právo, a sedm usedlých na předměstí. Uprostřed náměstí stál pivovar. V roce 1614 je uváděno 28 hospodářů a za hradbami 19 domů. Za panování jezuitů bylo v roce 1656 uváděno 53 domů. První zděný dům (čp. 10) byl postaven na náměstí v roce 1799. V roce 1855 postihl Štramberk požár, při němž shořelo na 40 domů a dvě stodoly. V třicátých letech 19. století stálo nedaleko náměstí ještě dvanáct dřevěných domů. Dům čp. 99 byl postaven na konci 18. století a upravován v první čtvrtině a druhé polovině 20. století.

## Stavební podoba
Dům je přízemní poloroubená stavba obdélného půdorysu. Orientován je dvouosou štítovou stranou do ulice. Je postaven na nízké kamenné podezdívce, která vyrovnává terénní nerovnost. Dům je rouben z tesaných trámů. Roubená stavba má sedlovou střechu krytou šindelem, s bedněným štítem s trojdílným oknem, podlomením a kabřincem. K severnímu průčelí byla přistavěna zděná část se sedlovou střechou.